# Туристическая маркировка
Туристская маркировка — это система специальных условных обозначений, наносящихся на разные предметы или устанавливающихся на местности для разметки рекомендуемых маршрутов туристских путешествий, походов и прогулок.
Она состоит из разных видов марок, направляющих стрелок, указателей маршрутов и других знаков, которые в своих символах, форме, цвете и буквенно-цифровом коде несут нужную для туриста путевую информацию о направлениях и расстояниях до объектов туристско-экскурсионного осмотра и обслуживания, о местах для привалов, естественных препятствиях и опасных участках, о рекомендуемых или запрещаемых формах поведения туристов на маршруте.